# Le Temple (Gironda)
Le Temple é uma comuna francesa na região administrativa da Nova Aquitânia, no departamento da Gironda. Estende-se por uma área de 71,83 km². Em 2010 a comuna tinha 631 habitantes (densidade: 8,8 hab./km²).